# Namíbia
Namíbia, hivatalosan Namíbiai Köztársaság (hivatalos államnyelvén: „Republic of Namibia”), egy állam Dél-Afrikában, az Atlanti-óceán partján. Az országot délről a Dél-afrikai Köztársaság, északról Angola, északkeletről Zambia és keletről Botswana határolja.
Fővárosa és legnagyobb városa Windhoek. 825 ezer km2-es területével és 3,7 milliós népességével (2020) a második leggyérebben lakott ország Mongólia után. A területe nagy részén a Namib-sivatag és a Kalahári-sivatag terül el, a legszárazabb szubszaharai ország.
Namíbia legmagasabb pontja a 2573 m magas Königstein. A leghosszabb folyó a 650 km-es Fish, ami a Hardap-gátnál egy víztározóba folyik, így kialakítva az ország legnagyobb állóvizét.
1990. március 21-én kivívta a függetlenségét Dél-Afrikától (→ Délnyugat-Afrika).
Tagja az Afrikai Uniónak, a Dél-afrikai Fejlesztési Közösségnek, az Egyesült Nemzetek Szervezetének és a Nemzetközösségnek. A Riporterek Határok Nélkül 2020-as rangsora alapján a világon a 23. legszabadabb sajtóval rendelkezik, ami Afrikában a legjobb helyezés.
Namíbia stabil parlamentáris demokrácia. Gazdaságának alapját a mezőgazdaság, az idegenforgalom és a bányászat - beleértve a drágakő-, urán-, arany-, ezüst- és nemesfém-bányászatot - képezi, míg a feldolgozóipar viszonylag kicsi. A függetlenné válása óta bekövetkezett jelentős GDP-növekedés ellenére  a szegénység és az egyenlőtlenség továbbra is jelentős az országban. A lakosság 40,9%-át érinti a a szegénység valamilyen formája és továbbra is több mint 400 000 ember él lakhatási válságban. 2015-ben 59,1-es Gini-együtthatójával a jövedelmi különbségek az országban a világ egyik legnagyobbak közé tartoznak. 2,8 millió lakosával Namíbia a világ egyik legritkábban lakott országa.

## Nevének eredete
Az ország nevét a Namib-sivatagról kapta. A namib a nama nyelvből származik és hatalmas föld-et jelent, talán a sivatag kietlen jellegére utalva. A nevet a namíbiai függetlenségi mozgalom egyik vezetője, Mburumba Kerina javasolta, mivel azelőtt csak az ország gyarmati elnevezése, a Német Délnyugat-Afrika volt mindössze ismert.

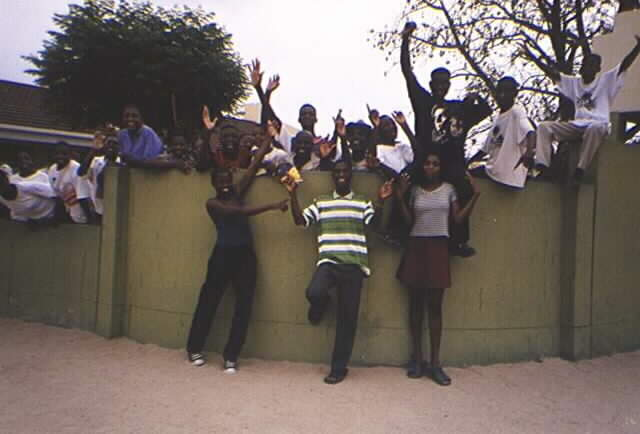
Iskolai tanulók

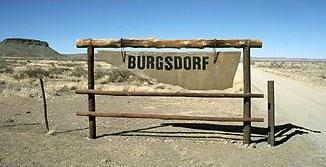
Üdvözlet tábla Burgsdorf településen

## Földrajz

### Domborzat
Afrika délnyugati részén, az Atlanti-óceán partján fekvő ország. Partvidékén mintegy 1300 km hosszan, 80–130 km szélességben Földünk egyik legkietlenebb sivataga, az ország nevét adó Namib-sivatag húzódik, amelynek létrejötte a hideg Bengeuela-áramlatnak köszönhető. A sivatagból meredeken emelkednek ki az 1200–1800 m átlagmagasságú magasföldek, (Ovambo-fennsík, Damara-, Namaföld). Az ország keleti fele a Kalahári-medence peremvidéke.
Öt nagy táj különböztethető meg:
- A központi fennsík észak-déli irányban húzódik. Nyugatról a Namib-sivatag, délről az Oranje folyó határolja, keletről a Kalahári-sivatag. Az 1300–1700 m tengerszint feletti magasságú fennsíkból összefüggő hegyvonulatok, vagy magányos, szigetszerű hegyek emelkednek ki. Jellegzetes hegyvonulat a több száz kilométeren át húzódó „holdbéli táj”, jellegzetes szigethegyek az „Afrika Matterhonjának” is nevezett Spitzkoppe és az Erongo-hegység masszívuma. A központi fennsíkon emelkedő Brandberg (Égett-hegy) csúcsán található Namíbia legmagasabb pontja, a Königstein. A széles, lapos fennsíkon él a lakosság zöme, itt összpontosul a gazdasági tevékenység. Windhoek, az ország fővárosa is itt található, valamint a művelt földek legtöbbje. Bár Namíbia területének csak 1%-a művelt, a lakosságnak majdnem a felét a mezőgazdaság foglalkoztatja. Nyáron a hőmérséklet elérheti a 40 °C-ot, és a fagy gyakori a téli időszakban.
- A Namib-sivatag nagy kiterjedésű rendkívül száraz vidék. Kavicsos síkságok és homokdűnék húzódnak a tengerpart mentén. A homok az Oranje-folyó völgyében és még attól is délre folyó erózióból származik. Az Oranje a hordalékot az Atlanti-óceánba szállítja, azután a part menti tengeráramlatok rakják le a homokot északabbra. Az uralkodó délnyugati szél ebből a homokból építi fel a világ legnagyobb dűnéit. A dűnék elzárják a tengerbe tartó patakok medrét, az ilyen helyeken a patakok hordalékából nagy, kavicsos síkságok alakultak ki. A Namib-sivatagban nagyon gyér a növényzet, kivéve a kavicsos síkságokon és a száraz folyómedrekben élő zuzmókat, amelyeket a föld alatt szivárgó víz éltet.
- A központi fennsík nyugati lejtője meredek. Az átlaghőmérséklet és a hőmérséklet-ingadozás gyorsan nő a hideg atlanti vizektől távolodva. Bár e sziklás terület talaja rossz, mégis sokkal termékenyebb, mint a Namib-sivatag. Nyáron a lejtő emelkedni kényszeríti a szelet, amiből kicsapódik a nedvesség. A víz jelenléte, valamint a gyorsan változó domborzat sokféle, kis méretű élőhelyet hoz létre, ahol sokféle organizmus él. Közülük sok endemikus. A lejtő növényzete változatos a forma és sűrűség tekintetében, sűrű erdőtől az elszórt fákkal tarkított bozótosig. Sok akáciaféle él erre, valamint fűfélék és más, bozótos területekre jellemző növények.
- Bushveld (bozótos). A bozótos terület Északkelet-Namíbiában és a Caprivi-sáv területén, az angolai határ mentén található. Caprivi Strip egy keskeny sáv, amelynek célja valaha az volt, hogy Német Délnyugat-Afrika kijáratot kapjon a Zambézira. E terület sokkal csapadékosabb, mint az ország többi része, átlagosan mintegy 400 mm hullik évente. A hőmérséklet hűvösebb, mérsékeltebb, jelentős szezonális ingadozással. A terület általában lapos, talaja homokos, korlátozott a víztároló képessége. Észak-Namíbia középső részén található Namíbia egyik leglátványosabb természeti jelensége: az Etosha Pan. Ez az év legnagyobb részében száraz, sós pusztaság, de az esős évszakban sekély tó, amelynek kiterjedése több mint 6000 km². A terület létfontosságú a környező szavannák nagyszámú madarának és egyéb állatának, amelyek a nyári szárazság idején a visszamaradt tócsákból isznak.
- A Kalahári-sivatag Namíbia talán legismertebb földrajzi tája. Kiterjed a Dél-afrikai Köztársaságra és Botswanára is. Változatos élőhelyek találhatók itt a végletesen száraz homoksivatagtól olyan területekig, amelyek nem is férnek bele a sivatag fogalmába. Az egyik ilyen terület, az úgynevezett Succulent Karoo, 5000 növényfaj otthona, melyeknek majdnem a fele endemikus, a világ pozsgás növényeinek egyharmada itt él. E termékenység és endemizmus oka, hogy a csapadékeloszlás aránylag stabil. Itt nincs visszatérő aszály. Bár ez is félsivatagos terület, télen elég eső esik ahhoz, hogy fenntartsa érdekes növénytársulását. A Kalaháriban, de Namíbia sok más részén is, elszigetelt hegyek sajátos mikroklímája élőhelyet biztosít olyan élőlényeknek, amelyek nem alkalmazkodtak a környező sivatag körülményeihez.

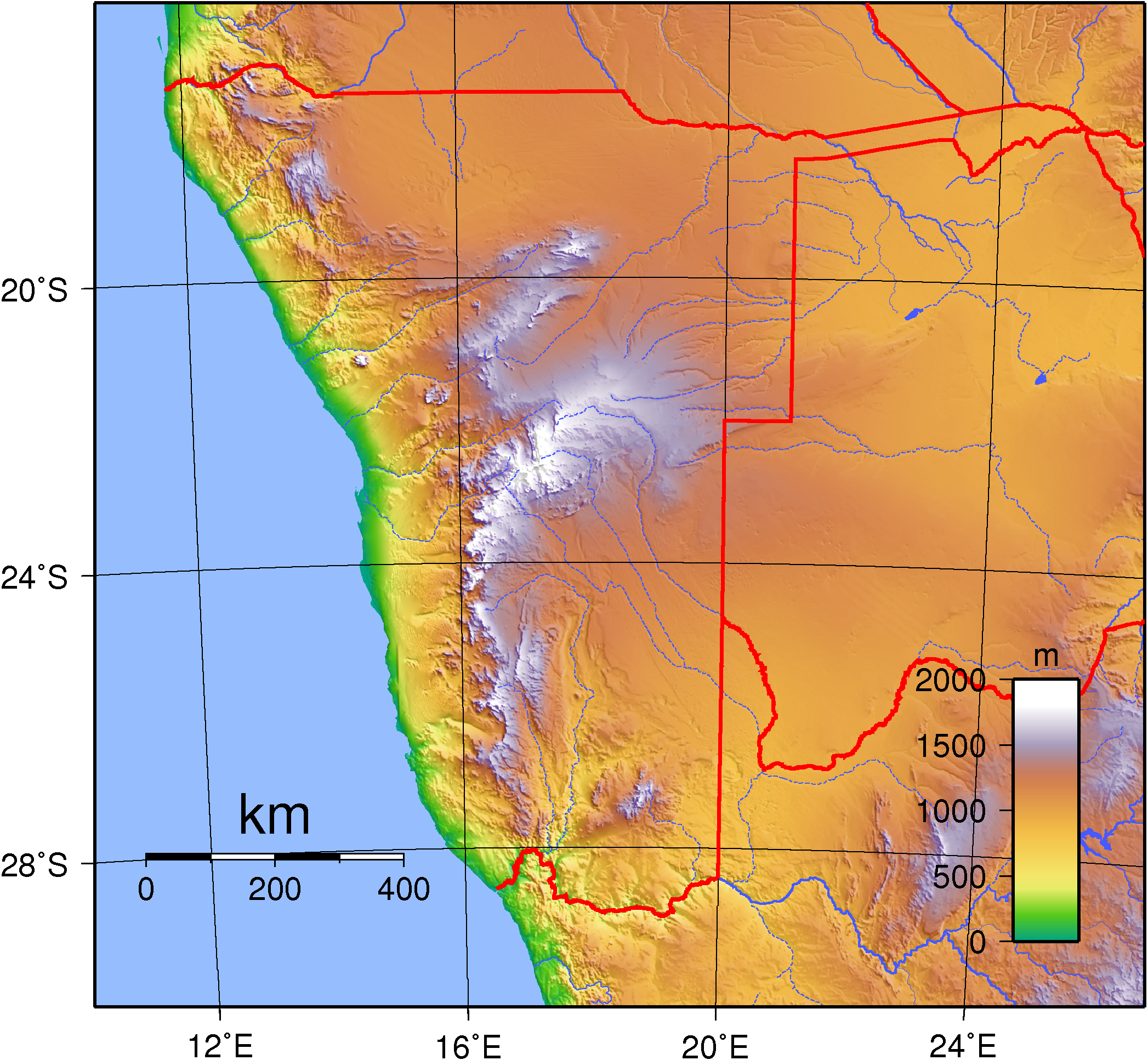
Namíbia domborzati térképe
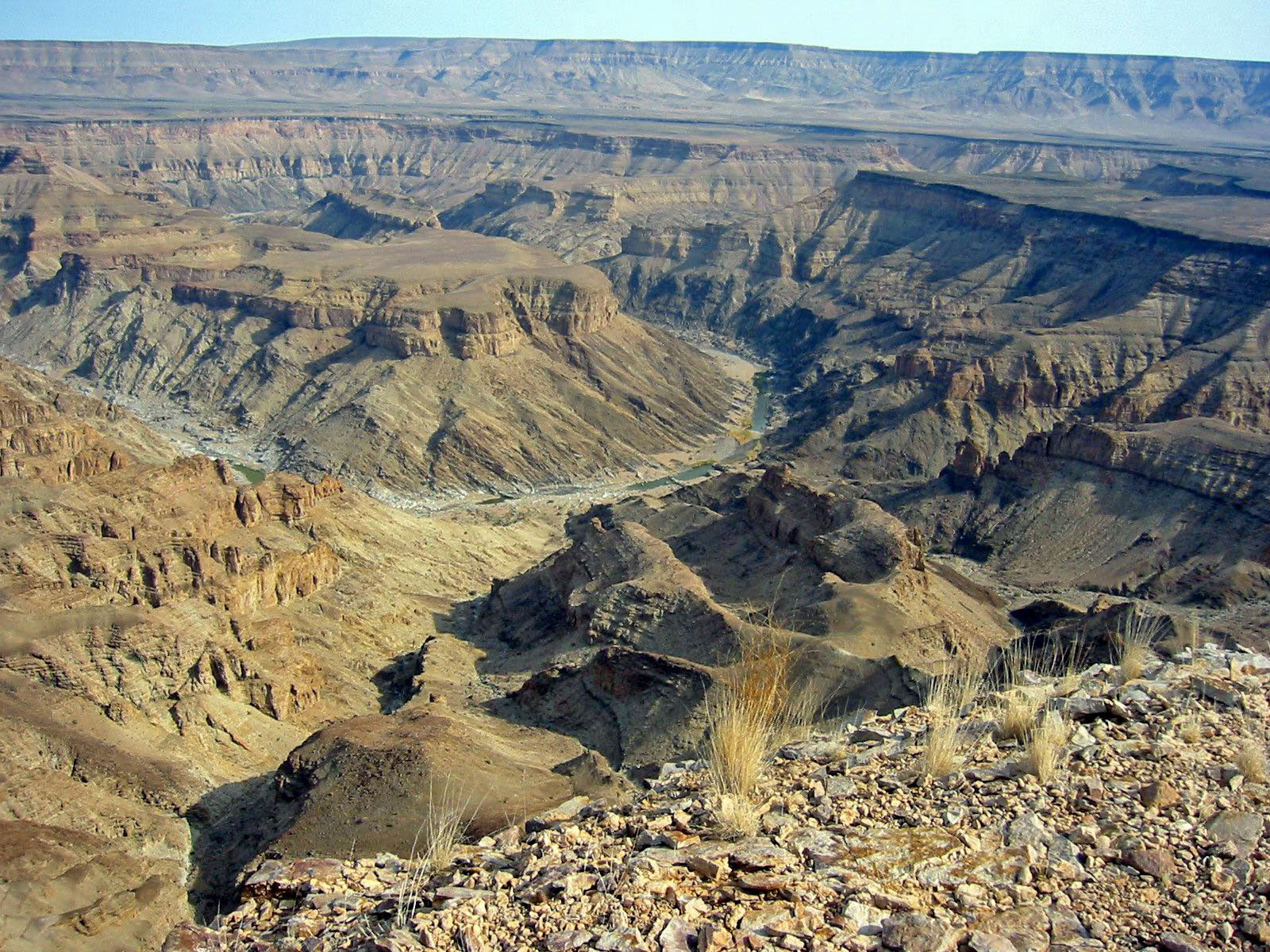
A Fish folyó kanyonja
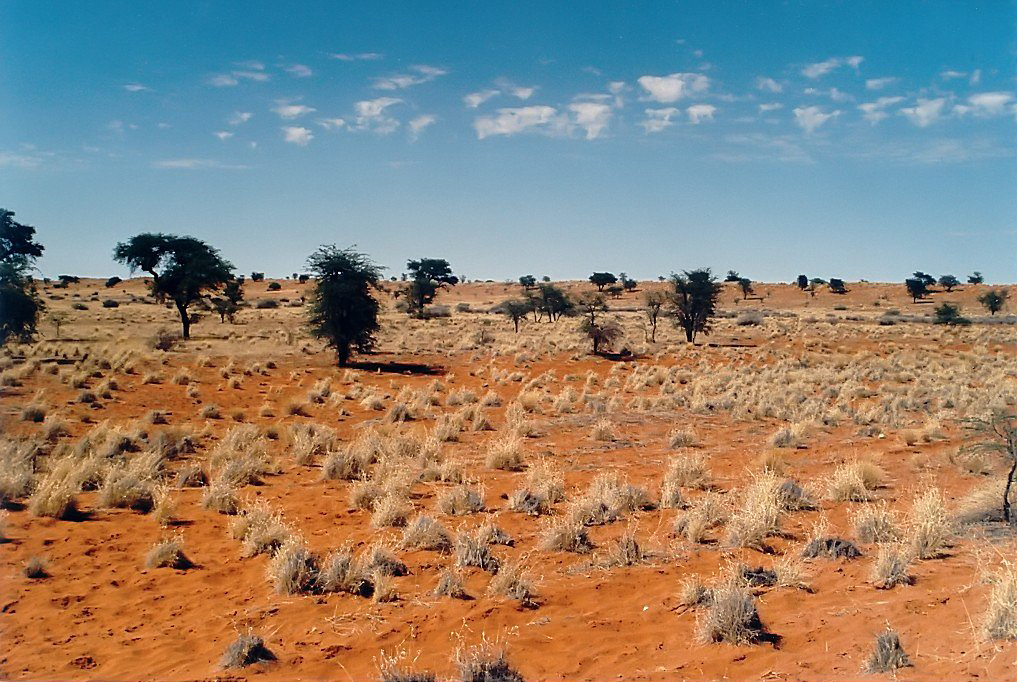
A Kalahári (sivatag) sivatag
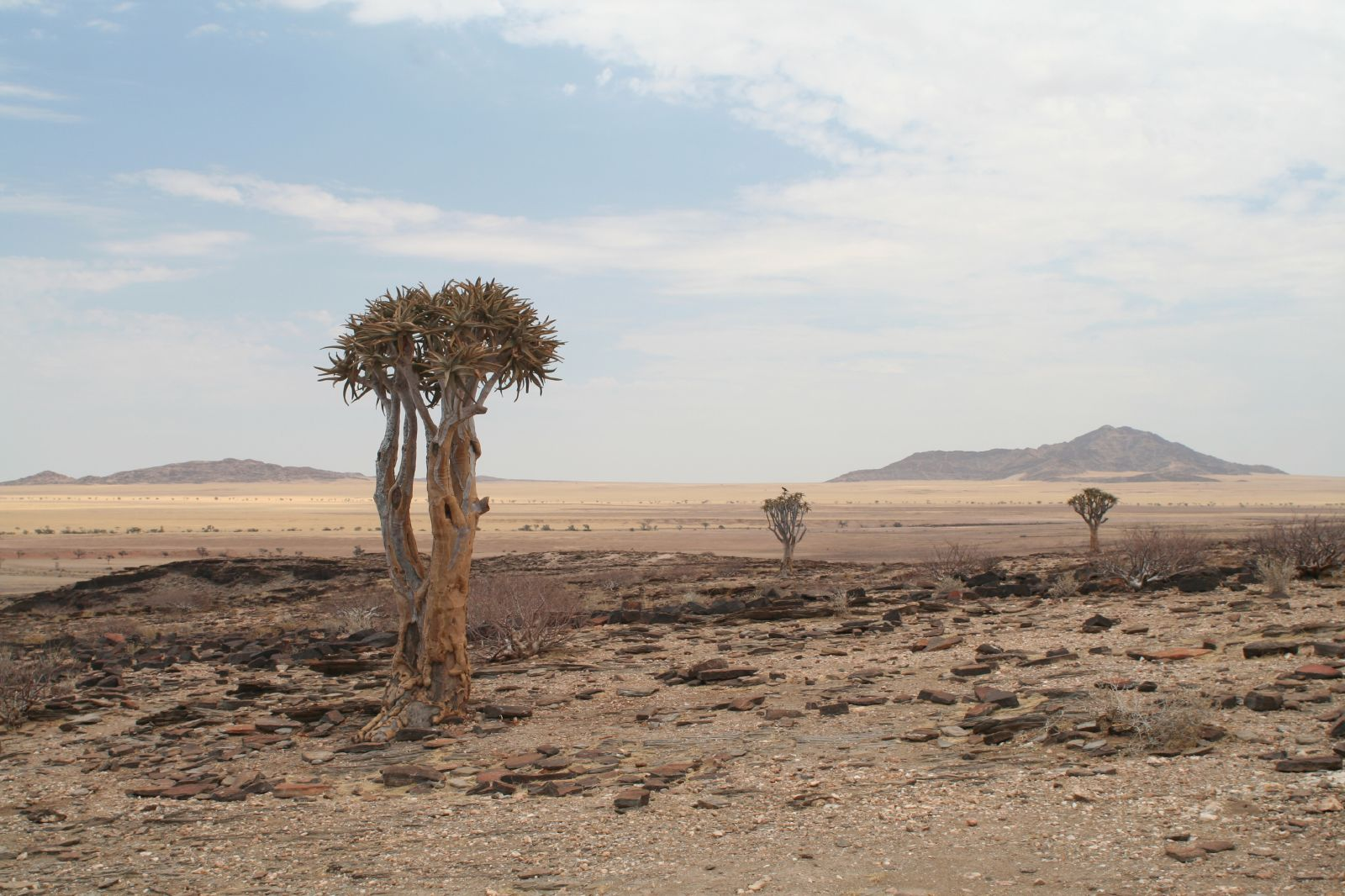
Skeleton Coast Park, vagyis a Csontvázpart
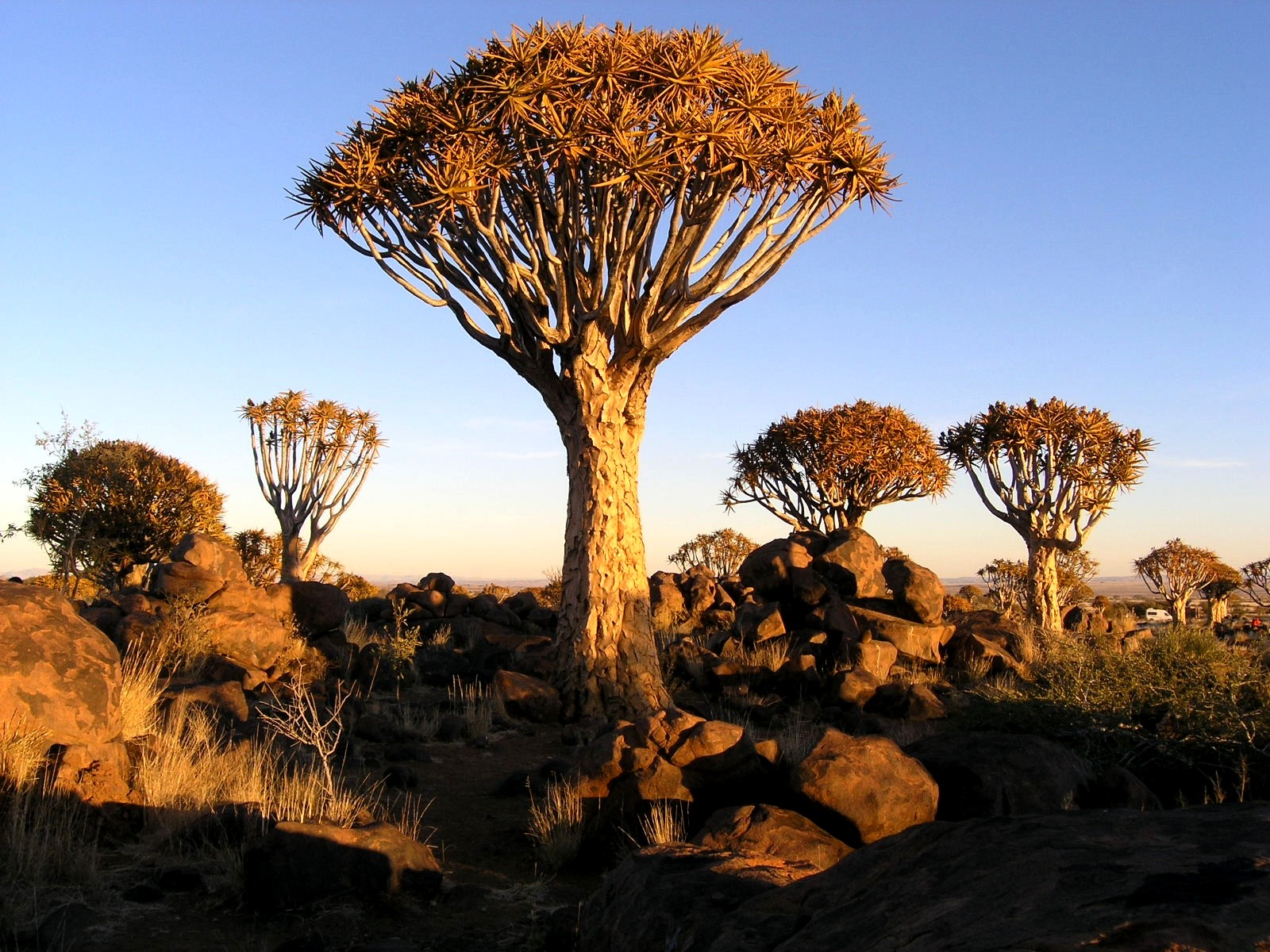
Ágastörzsű aloék az ország déli részén
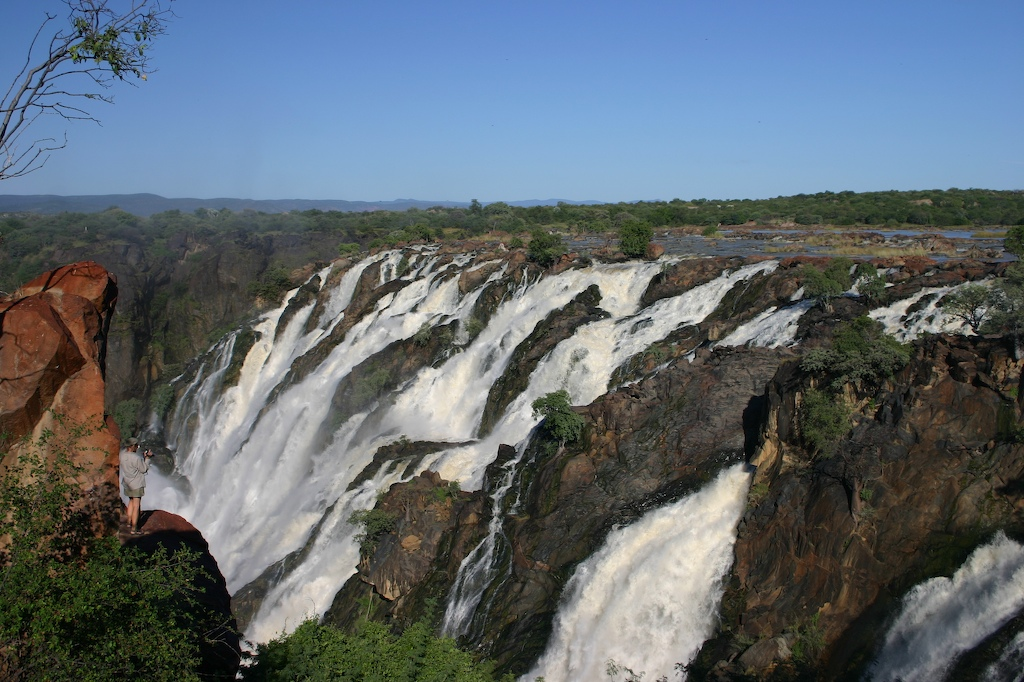
A Ruacana vízesés a Kunene folyón

### Vízrajz
A déli határon az Oranje, az északi határon a Cunene folyó tart az Atlanti-óceánba. Messze északkeleten, a Caprivi-sáv területén az Indiai-óceánba ömlő Zambézi a határfolyó. Az ország belseje lefolyástalan sivatag.

### Éghajlat

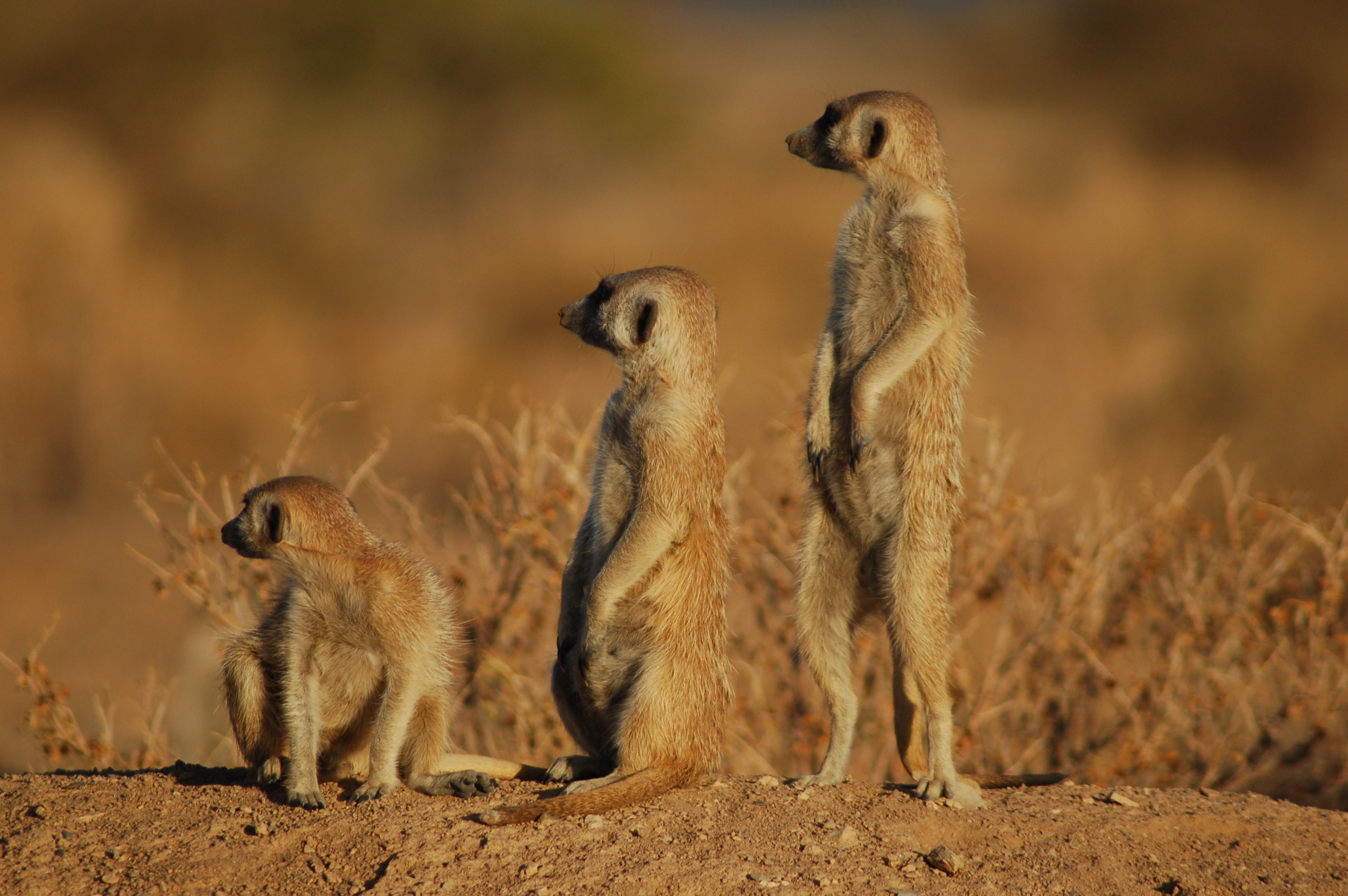
Szurikáták

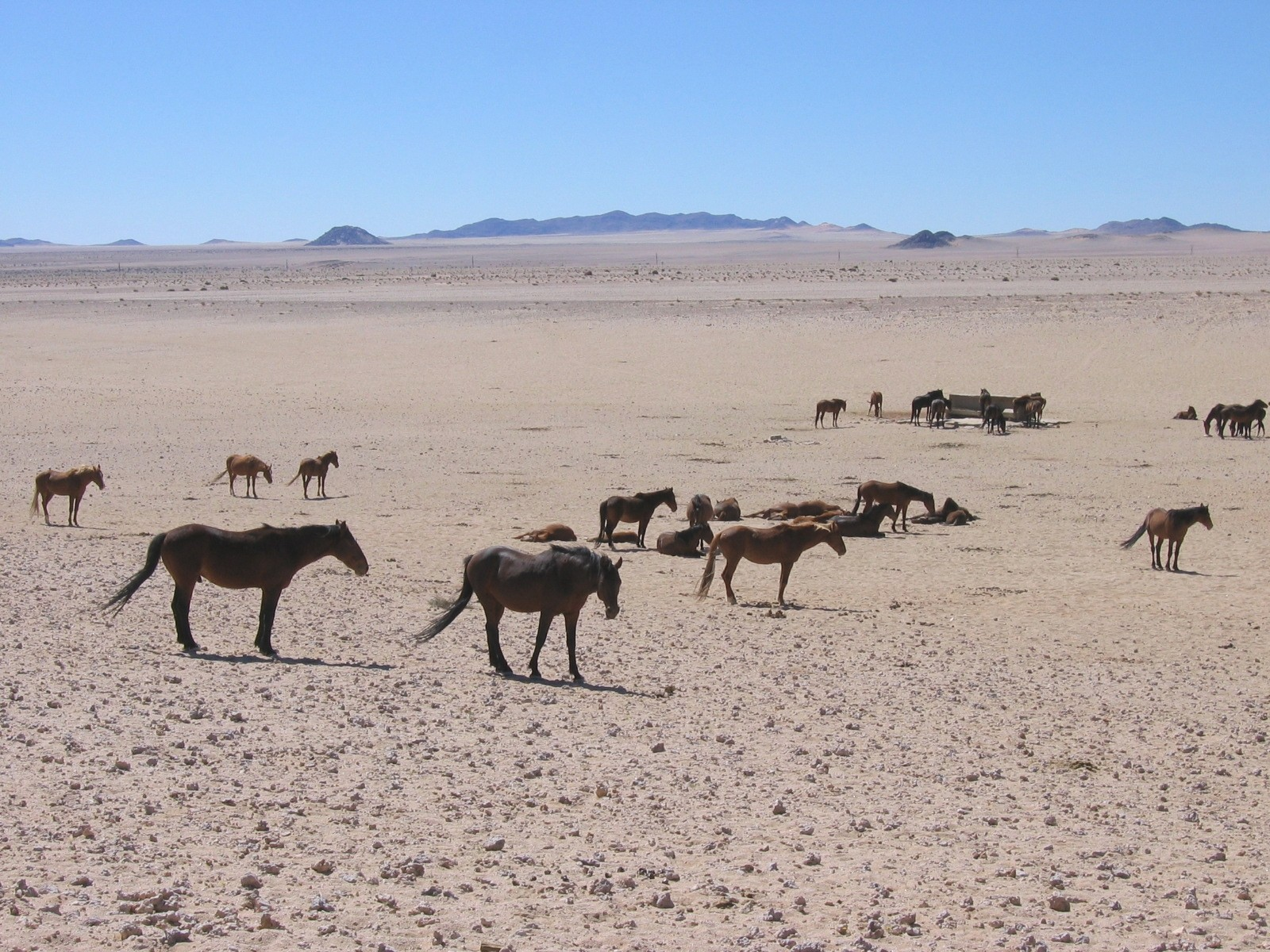
Vadlovak

Zebrák az Etosha Nemzeti Parkban

Namíbia éghajlata szubtrópusi. Az ország kiterjedése és felszíne miatt több éghajlatot is megkülönböztetünk. Az ország nyugati része egész évben szeles és ritka a csapadék. A hőmérséklet gyakran kúszik 25 °C fölé. A legmelegebb nyári hónapokban (december, január) a hőmérséklet 30 °C fölé megy. Júliusban és augusztusban a hőmérséklet 25 °C körüli. Az Atlanti-óceán partján hideg délnyugati szelek fújnak. Nyáron az idő enyhe, télen viszont hideg. A víz hőmérséklete ritkán haladja meg a 15 °C-ot. Az ország nagyobb keleti része a trópusi nyári esők területe. Az esős évszak novembertől áprilisig tart. A déli részen szubtrópusi téli esős terület található, ahol júniusban és júliusban esik az eső.

### Élővilág, természetvédelem
Namíbia volt az első ország, amely a természetvédelmet az alkotmányába foglalta.

#### Nemzeti parkjai
Az állami természetvédelmi területeket a Környezetvédelmi és Turisztikai Minisztérium kezeli. A függetlenség óta egyre több a magánkézben lévő természetvédelmi terület. Ezek tulajdonosai az idegenforgalomból jutnak jövedelemhez.
- Mudumu Nemzeti Park Caprivi Strip keleti részén. Sűrű szavanna, a vizekben krokodil és víziló él. Látható még ott elefánt, bivaly, sokféle antilop.
- Mamili Nemzeti Park: mocsárvidék.
- Etosha Nemzeti Park: Afrika egyik legnagyobb állatrezervátuma. Része az Etosha Pan időszakos tó. Az itatóhelyek környékén könnyű fényképezni egyébként nehezen megközelíthető állatokat.
- Skeleton Coast Park: szó szerint „Csontvázpart”. Nevét a sok hajóroncsról kapta, melyek váza csontvázra emlékeztet. A part mentén járó hajók a gyakori ködben időnként zátonyra futottak, elhagyták őket. A terjeszkedő homok miatt a jelenlegi parttól gyakran több tucat vagy több száz méterre vannak a roncsok a szárazföld belsejében. Egyéb látványosság errefelé a homokdűnék, a rendkívül száraz táj a ködös óceán mentén.

#### Természeti világörökségei
Az ország területén egy természeti világörökségi hely található, a Namib-sivatag. A tengerparti terület 2013-ban került fel az UNESCO világörökségi listájára. Ez az egyetlen olyan tengerparti sivatag, amely egy kiterjedt homokdűnemezővel rendelkezik.

## Történelem

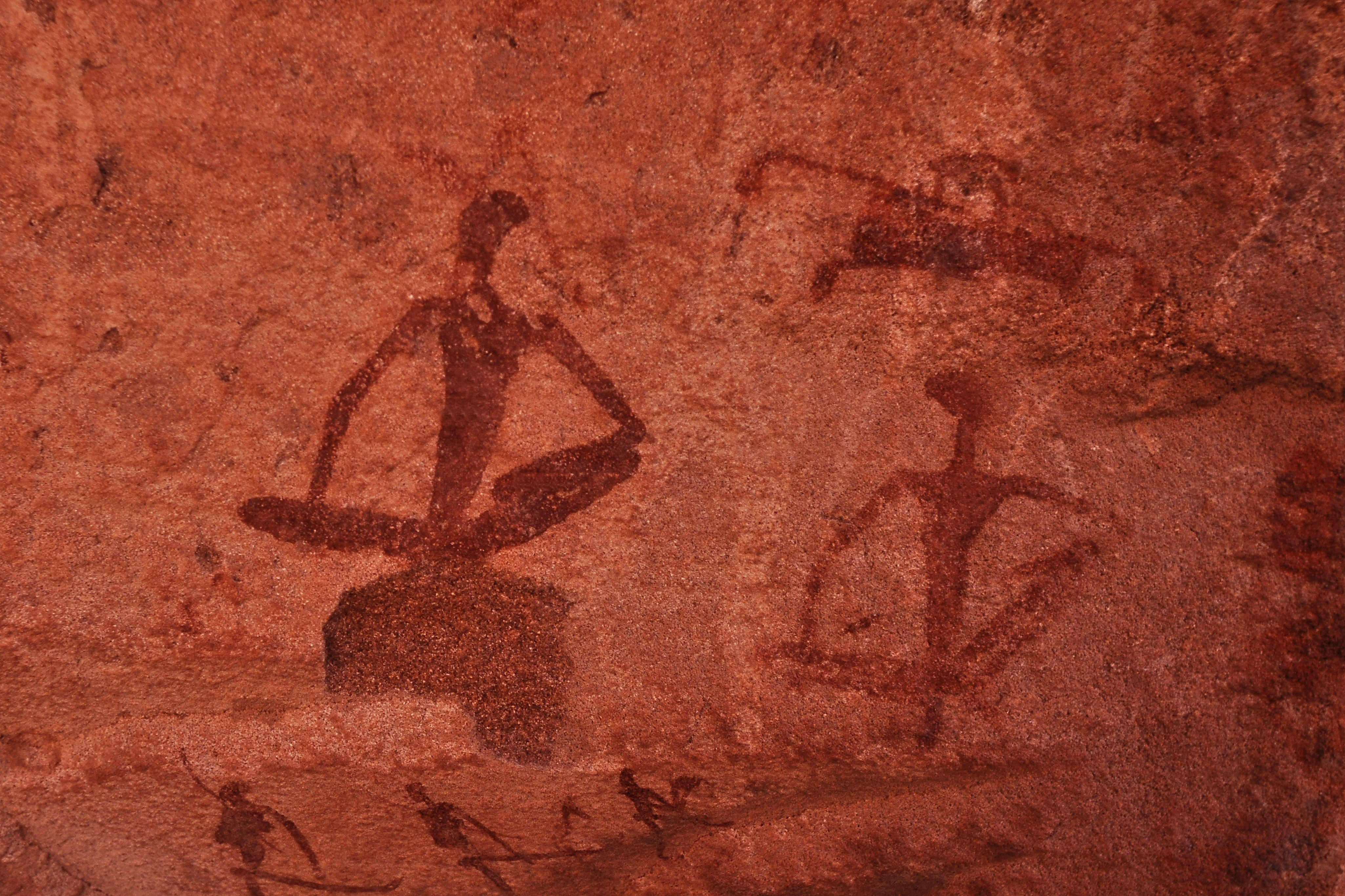
Ősi sziklarajzok Twyfelfonteinban

Namíbia száraz vidékét ősidők óta lakják busmanok, damarák, namakák. A 14. századtól kezdve a bantu vándorlás során bantuk is vándoroltak be.
1486-ban érkezett ide az első európai, Diogo Cão személyében. A portugál felfedező a mai Cape Cross parton szállt partra. A belső vidékek azonban a 19. századig lényegében ismeretlenek maradtak.

### A német uralom korszaka
1884-ben a németek gyarmatosították a területet Német Délnyugat-Afrika (Deutsch-Südwestafrika) néven Otto von Bismarck kancellár idején, hogy megakadályozzák a brit előrenyomulást a térségben. A területre Franz Adolf Eduard Lüderitz német kereskedő, bennszülöttekkel kötött szerződései alapján tettek szert, előbb védett területnek, majd német gyarmatnak nyilvánítva Namíbiát. A Brit Birodalom válasza erre az egyetlen fontos mélyvízű kikötő, Walvis Bay elfoglalása és Fokvároshoz csatolása volt. A gyarmatosítás sok német bevándorlót vonzott Európából, mivel Namíbia gazdag volt gyémántokban és aranyban. A nagymértékű bevándorlás a bennszülött herero és nama törzsek ellenállásába ütközött. Az ellentéteket Samuel Maharero Herero vezér és Theodor Leutwein, Délnyugat-Afrika helytartója nem tudták békésen rendezni, és a konfliktus háborúba torkollott (lásd herero háborúk). A bennszülötteket a német gyarmatosítók szisztematikusan elpusztították, a herero és nama háborúkban (1904-1908), amelyek 65 ezer herero és 10 ezer nama bennszülött halálát okozták, amely a herero lakosság 85%-nak, illetve a namaqua lakosság felének felelt meg. A herero háború első ütközetében 1904-ben a waterbergi csatában 15 ezer német katona Adrian Dietrich Lothar von Trotha vezetésével megfutamította a bennszülötteket. Ebben a csatában három oldalról bekerítette a felkelőket, meghagyva számukra a menekülési útvonalat a Kalahári sivatag Omaheke régiója felé. Ezen a vidéken megmérgezte a forrásokat és lőparancsot adott minden túlélőre, nőket és gyermekeket is beleértve. A túlélőket nem tartották német alattvalóknak, és a kivégzési parancs (Vernichtungsbefehl) alapján bántak velük, amely előírta, hogy férfi hadifoglyokat nem ejtettek és a nők és gyermekekre figyelmeztető lövéseket adtak le, hogy a tartományból való elmenekülésre késztessék őket. A németek már ekkor létesítettek egy koncentrációs tábornak is beillő kényszermunkatábort, ahova a lázadó bennszülötteket deportálták, és ahogy a későbbi második világháború idején, itt is a bántalmazás és az éheztetés volt a mindennapos, a tábor kegyetlen bánásmódja is több ezer bennszülött életét követelte.
2021. május 28-án Heiko Maas német külügyminiszter elismerte a népirtást, és kinyilvánította, hogy Németország 1,1 milliárd euró kártérítést fizet az országnak.

### Az első világháború idején és azután
Az első világháború idején, 1915-ben Dél-Afrika (ekkor még: Dél-afrikai Unió) brit domínium csapatai szállták meg, majd a Népszövetségtől a Dél-afrikai Unió a terület igazgatását mandátumterületként megkapta. 1920-tól a Népszövetség, majd 1946-tól az ENSZ mandátumterülete, Dél-Afrika kormányozta egészen 1990. március 21-ig. Ekkor elnyerte teljes függetlenségét.

### A függetlenség kivívása
1945-ben, amikor a Népszövetség megszűnt, függetlenné váltak a mandátumos területek, vagy gyámság alá kerültek. A Dél-afrikai Köztársaság vonakodott gyámság alá helyezni Namíbiát. Az ENSZ Közgyűlése tanácsadó véleményt kért a Nemzetközi Bíróságtól 1949 decemberében a következő kérdésekben:
- fennállnak-e a Dél-afrikai Köztársaság mandátumból folyó kötelezettségei, és ha igen, mik ezek,
- alkalmazható-e az ENSZ Alapokmányának a gyámsági rendszert szabályozó XII. fejezete a területre,
- van-e jogi lehetősége a Dél-afrikai Köztársaságnak módosítani Délnyugat-Afrika státuszát, és ha nem, kinek van erre joga.
A kérdések eldöntéséhez olyan alapvető problémákat kellett megoldania a Nemzetközi Bíróságnak, mint hogy az ENSZ jogutódja-e a Népszövetségnek, vagy átszálltak-e az alapvető funkciók a két szervezet között. 1950-ben készült el a tanácsadó vélemény, amely szerint fennállnak a mandátumrendszerből eredő kötelezettségei a Dél-Afrikai Uniónak, de a jelentéseket a továbbiakban az ENSZ számára kell megtennie, és az ellenőrzési jogokat az ENSZ gyakorolja tovább. Dél-Afrika azonban nem adott jelentéseket ennek ellenére, így 1960-ban Libéria és Etiópia - a Népszövetség két volt afrikai tagállama - pert indított a Nemzetközi Bíróság előtt Dél-Afrika ellen, de 1966-ban a Bíróság úgy foglalt állást, hogy közvetlen érdeksérelem híján a két állam nem perelhet.
1966. október 27-én az ENSZ Közgyűlése megszüntette a mandátumot, és a területet - függetlenné válásáig - egy 11 tagú szerv, a Namíbiai Tanács irányítása alá helyezte. De jure tehát ENSZ-igazgatás alá került a terület, és 1968-tól a Namíbia nevet használták rá. Dél-Afrika nem vonult ki a területről, azt állítva, hogy az ENSZ Közgyűlés állásfoglalása rá nézve nem kötelező.
A Közgyűlés 1971-ben újabb - nem kötelező - tanácsadó véleményt kért a Nemzetközi Bíróságtól, amely kimondta, hogy Dél-Afrika köteles elhagyni a területet. Nem kötelező jelleggel 1972-ben az Egyesült Nemzetek Szervezete Biztonsági Tanácsa is megerősítette ezt. 1973-ban az ENSZ elismerte, hogy a namíbiai nép egyedüli képviselője a Délnyugat-afrikai Népi Szervezet (SWAPO), mely 1960 óta fegyveres függetlenségi harcot folytatott.
1978-ban 5 ENSZ-tag (Kanada, Franciaország, NSZK, Nagy-Britannia, USA) közvetítői javaslatot tett Dél-Afrikának: kössön fegyverszünetet, és tartsanak választásokat a SWAPO részvételével. Ezt Dél-Afrika elfogadta, de a választásokat a visszaélések miatt az ENSZ semmisnek minősítette, és továbbra is a függetlenség megadását kívánta. A Namíbiai Tanácsot számos ENSZ-rendezvényre meghívták, mintha Namíbia független lett volna - például az ENSZ tengerjogi konferenciáján Namíbia a záróokmányt is aláírta. Tényleges hatalmat azonban a Tanács sosem gyakorolt.
1989 őszén ENSZ-felügyelettel választásokat tartottak a SWAPO részvételével, a terület függetlenné vált, és 1990-ben az ENSZ tagja lett.

### Napjainkban
Namíbia évei a függetlenség óta eltelt évtizedek alatt viszonylag békésen telnek. Az országban eltörölték az apartheidet, többpárti demokráciát vezettek be, valamint rendszeresen és szabályszerűen tartanak országgyűlési és helyhatósági választásokat is. Az ország számos pártja közül továbbra is a SWAPO képviseli a fő politikai erőt, mely eddig minden választást megnyert. Sam Nujoma 15 évig irányította Namíbiát, majd azt követően átadta helyét Hifikepunye L. Pohambának.
A kormány előrelátó politikát folytatott, ezért igyekezett megbékélni korábbi belső ellenfeleivel és Dél-Afrikával is. A szomszédban tomboló angolai polgárháború ugyanakkor negatív hatást gyakorolt az ország életére, főleg a határ menti területek gazdaságára. A Caprivi-sáv kapcsán Namíbia határvitába bonyolódott Botswanával. 1994-ben a Caprivi-sávban függetlenségi megmozdulások kezdődtek, amit Namíbiának csak 1999-re sikerült pacifikálnia.
2019-ben Pohamba kitöltötte a második ciklusát és az alkotmány értelmében már nem indulhatott több elnökválasztáson. Mind a SWAPO, mind a kormány élén Hage Geingob követte. Geingobot 2019-ben is újraválasztották.

## Államszervezet és közigazgatás

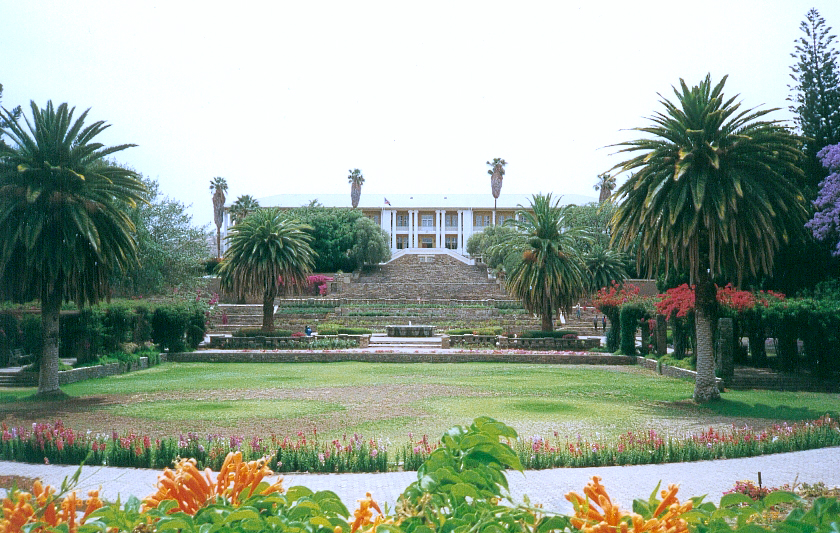
Namíbia kormányának és parlamentjének székháza

### Alkotmány, államforma
Namíbia 1990. március 21-e óta parlamentáris köztársaság.

### Törvényhozás, végrehajtás, igazságszolgáltatás
A parlamentnek két kamarája van, az alsóház és a népgyűlés. A 13 régióból 2-2 fő képviseli magát a Népgyűlésben.

### Közigazgatási felosztás
Namíbia közigazgatási területi felosztásának két szintje van, területi szinten a legnagyobb egység a régió, amelynek az alegysége az választókerület. Az ország területe 14 régióra van beosztva.

Namibia közigazgatási régiói

| Régió                | Főváros       | Népesség (fő) | Terület (km2) |
| -------------------- | ------------- | ------------- | ------------- |
| Erongo régió         | Swakopmund    | 150 809       | 63 539        |
| Hardap régió         | Mariental     | 79 507        | 109 781       |
| Kavango-Kelet régió  | Rundu         | 115 447       | 25 576        |
| Kavango-Nyugat régió | Nkurenkuru    | 107 905       | 23 166        |
| Khomas régió         | Windhoek      | 342 141       | 36 964        |
| Kunene régió         | Opuwo         | 86 856        | 115 260       |
| Ohangwena régió      | Eenhana       | 245 446       | 10 706        |
| Omaheke régió        | Gobabis       | 71 233        | 84 981        |
| Omusati régió        | Outapi        | 243 166       | 26 551        |
| Oshana régió         | Oshakati      | 176 674       | 8647          |
| Oshikoto régió       | Omuthiya      | 181 973       | 38 685        |
| Otjozondjupa régió   | Otjiwarongo   | 143 903       | 105 460       |
| Zambezi régió        | Katima Mulilo | 90 596        | 14 785        |
| ǁKaras régió         | Keetmanshoop  | 77 421        | 161 514       |

### Külkapcsolatok

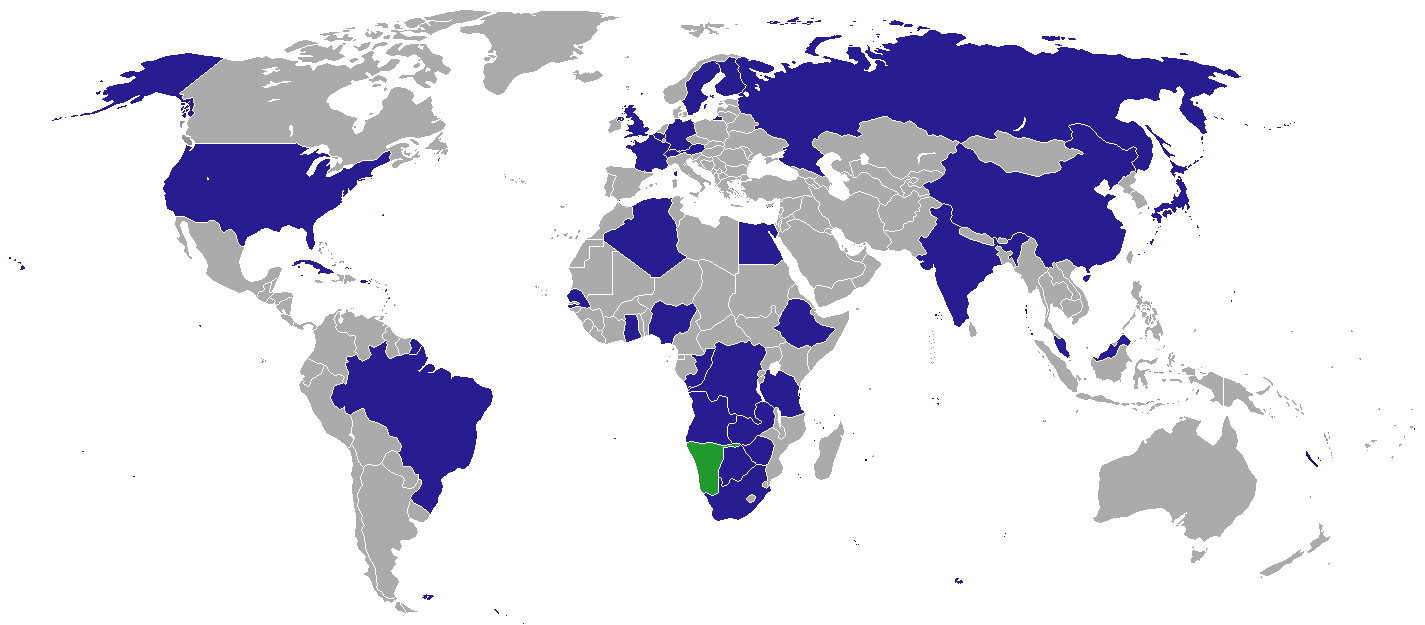
Namíbia diplomáciai külképviseletei

28 országnak van namíbiai külképviselete, továbbá az Afrikai Uniónak, az Európai Uniónak és az Egyesült Nemzetek Szervezetének. Az ország a Nemzetközösség tagja.

## Népesség

Namíbia népességének változása

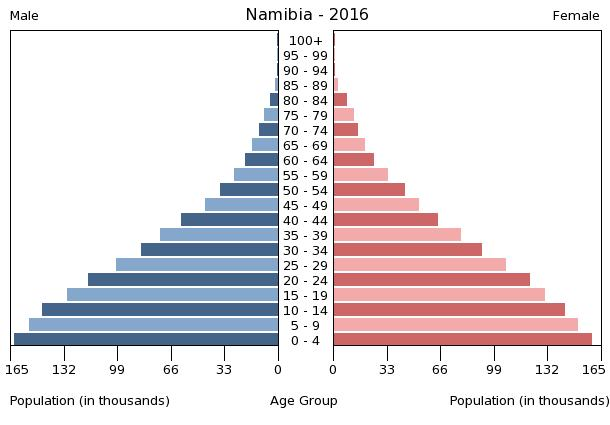
Namíbia népességének megoszlása

### Népességének változása
| Lakosok száma | 602 545 | 700 316 | 829 806 | 970 569 | 1 112 044 | 1 415 447 | 1 705 309 | 1 958 303 | 2 110 791 | 2 533 794 |
|               | 1960    | 1966    | 1972    | 1978    | 1984      | 1990      | 1996      | 2002      | 2008      | 2017      |

| Történelmi népességszám |           |          |
| Év                      | Népesség. | ±% vált. |
| 1921                    | 228,916   | —        |
| 1936                    | 320,457   | +2.27%   |
| 1946                    | 362,464   | +1.24%   |
| 1951                    | 439,081   | +3.91%   |
| 1970                    | 761,010   | +2.94%   |
| 1981                    | 1,033,196 | +2.82%   |
| 1991                    | 1,409,915 | +3.16%   |
| 2001                    | 1,830,330 | +2.64%   |
| 2011                    | 2,113,077 | +1.45%   |
| 2023                    | 3,022,401 | +3.03%   |

### Legnépesebb települések
A jelentősebb nagyváros csak Windhoek.

### Etnikai megoszlás
A lakosság túlnyomórészt fekete. Megoszlása:
- fekete 84%,
- fehér 8%,
- mulatt 8%.

A lakosság többségét a bantu népcsoportok teszik ki. Ötven százaléka a népességnek ovanbo, kilenc százaléka kavango, nyolc százaléka herero, ezenkívül élnek itt himbák, tamarák vagy namák (negrid-kujszon, keverékek, mulattok, fekete-fehér keverékek, európaiak, burok, németek és angolok).
A namíbiai lakosság többsége bantu nyelvű származású, akik a lakosság mintegy felét teszik ki.
A bantu többség mellett nagy csoportot akotnak a szanok, akik az eredeti dél-afrikai kultúra leszármazottai, valamint a Nama, akik a fentiek leszármazottai, valamint gyarmatosítókkal keverednek. Az országban angolai menekültek leszármazottai is vannak. Namíbiában 2006-ban 40 000 volt kínai kisebbség élt.
A fehérek (főleg afrikáner, német, brit és portugál származásúak) a lakosság 4,0-7,0%-át teszik ki. Bár a függetlenné válás után a népesség aránya a kivándorlás és az alacsonyabb születési ráta miatt csökkent, továbbra is ők alkotják az európai ősök második legnagyobb népességét mind százalékos, mind tényleges számban a szubszaharai Afrikában (Dél-Afrika/Angola után). Az 1960-as népszámlálás az akkori Délnyugat-Afrikára vonatkozóan 526 004 személyről számolt be, akkor még a népességből 73 464 (14%) volt a fehérek száma és aránya.
Az országban kb. 30 000 német származású személy él, az ország középső és déli részén. Fontosabb városaik: Windhoek, Swakopmund, Lüderitz. Saját iskolájuk, egyházuk van.

### Nyelvi megoszlás
Az ország hivatalos nyelve az angol. A legbeszéltebb nyelvek: ovambó (más néven oshivambo, hereró, nama, ezenkívül a fehérek leginkább afrikaans nyelven és németül beszélnek.

### Vallási megoszlás
| Namíbia vallási megoszlása | Namíbia vallási megoszlása | Namíbia vallási megoszlása | Namíbia vallási megoszlása | Namíbia vallási megoszlása |
| -------------------------- | -------------------------- | -------------------------- | -------------------------- | -------------------------- |
|                            |                            |                            |                            | százalék                   |
| Protestáns                 | Protestáns                 |                            | 65.1%                      | 65.1%                      |
| Római katolikus            | Római katolikus            |                            | 22.8%                      | 22.8%                      |
| Nem keresztény vallások    | Nem keresztény vallások    |                            | 10.5%                      | 10.5%                      |
| Vallástalan                | Vallástalan                |                            | 1.5%                       | 1.5%                       |
|                            |                            |                            |                            |                            |

2013-as adatok alapján:
- 65,1% protestáns (43,7% evangélikus, 4,4% hetednapi adventista, 17,0% anglikán vagy más protestáns felekezet);
- 22,8% római katolikus;
- 10,5% nem keresztény vallású (elsősorban afrikai hagyományos vallások, továbbá szunnita iszlám stb.);
- 1,5% nem vallásos vagy nem kötődik egyik valláshoz sem.

## Gazdaság

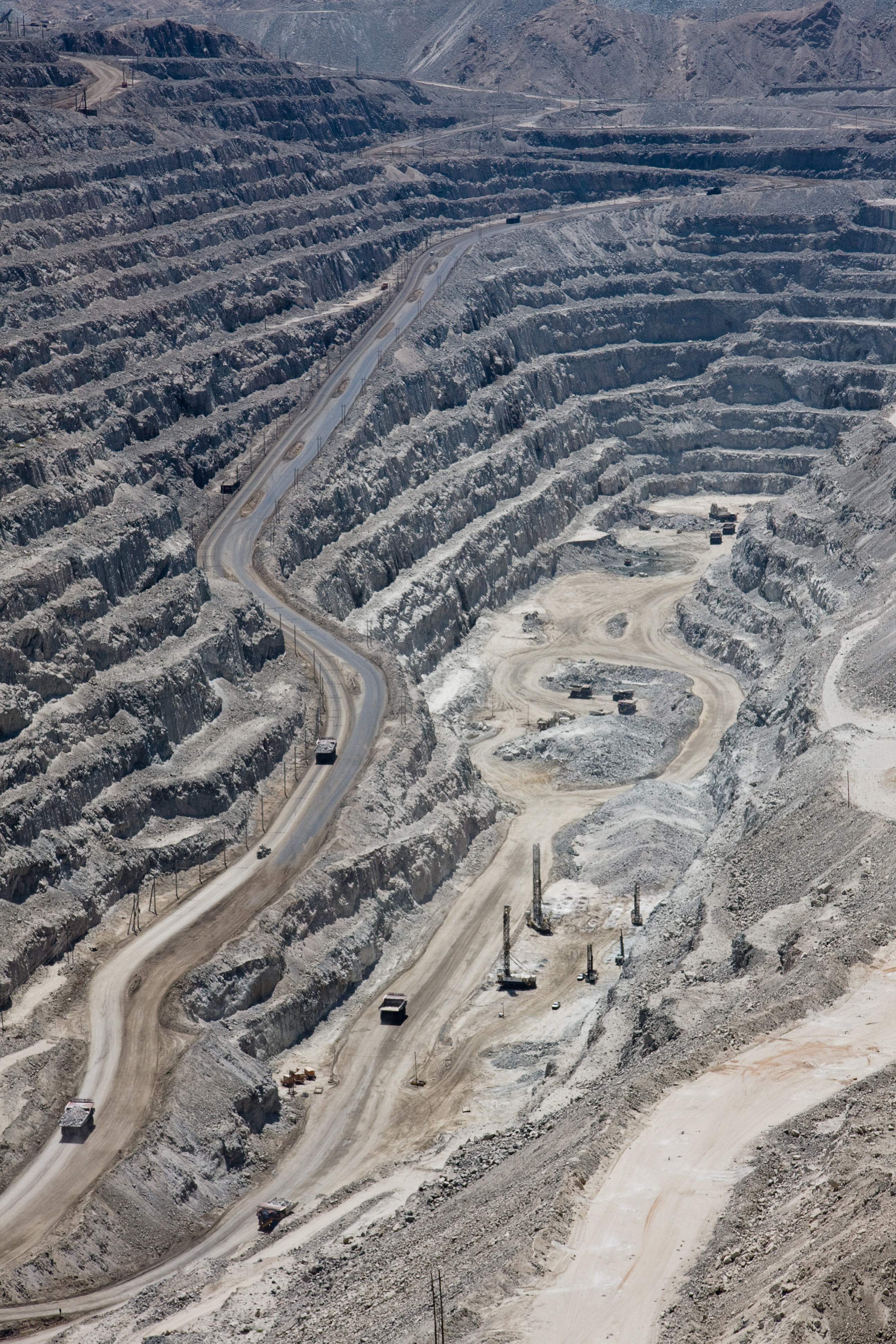
Külszíni fejtésű bánya Arandis mellett

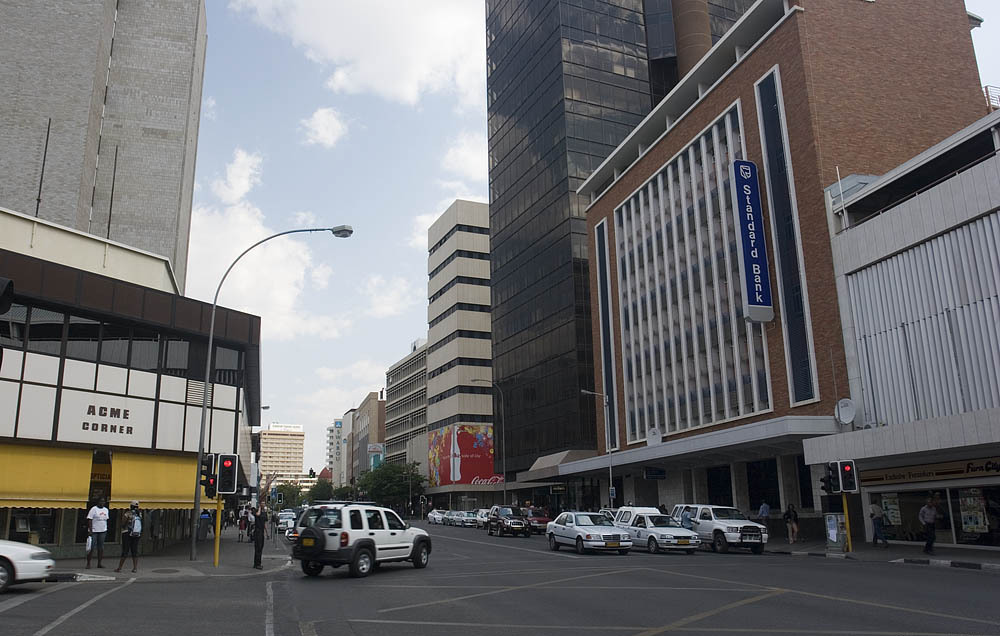
Windhoek belvárosa, Independence Avenue

A gazdasága erősen függ az exportra szánt ásványok kitermelésétől és feldolgozásától, és érzékeny a világpiaci nyersanyagárak ingadozására. 2020 táján a bányászat a GDP mintegy 12,5%-át adja, de a devizabevételek több mint felét adja.
A gazdasága erősen kötődik a Dél-afrikai Köztársasághoz. 2020 táján az ország lakosságának körülbelül a fele munkanélküli, míg körülbelül kétharmada vidéki területeken él; a vidéken élők nagyjából kétharmada támaszkodik önellátó mezőgazdaságra.

#### Gazdasági központok
- Lüderitz: gyémántbányászat, halfeldolgozás
- Swakopmund: guanókitermelés
- Walvis Bay: kikötő

#### Mezőgazdaság, halászat
Mezőgazdasága alacsony színvonalú (köles, kukorica, dohány, gyapot), mégis a lakosság felének ez az ágazat nyújt megélhetést.
Az ország általában a gabonaszükségletének körülbelül felét importálja; aszályos években a vidéki területeken problémás az élelmiszerhiány.
Ovambóföldön és a Damara-fennsíkon a szarvasmarha- és juhtenyésztés jellemző.
Halászata Afrikában a 3. helyen áll, szardíniát, heringet és langusztát halásznak.

#### Ipar
A könnyűiparára a hús- és halfeldolgozás jellemző.
Főbb ágazatok: húscsomagolás, halfeldolgozás, élelmiszeripar.

#### Bányászat
Exportorientált bányászata, ásványkincsekben (uránérc, volfrám és ónérc, germánium (ebben a világon az első), vanádium és kadmium (a világon a harmadik helyen áll), réz, ólom, cink, lítium és ezüst) gazdag ország.
2020 táján a a világ egyik legnagyobb uránkitermelője. Emellett nagy mennyiségű cinket is termel, és kisebb arany- és rézkitermelő.

#### Külkereskedelem
Export:

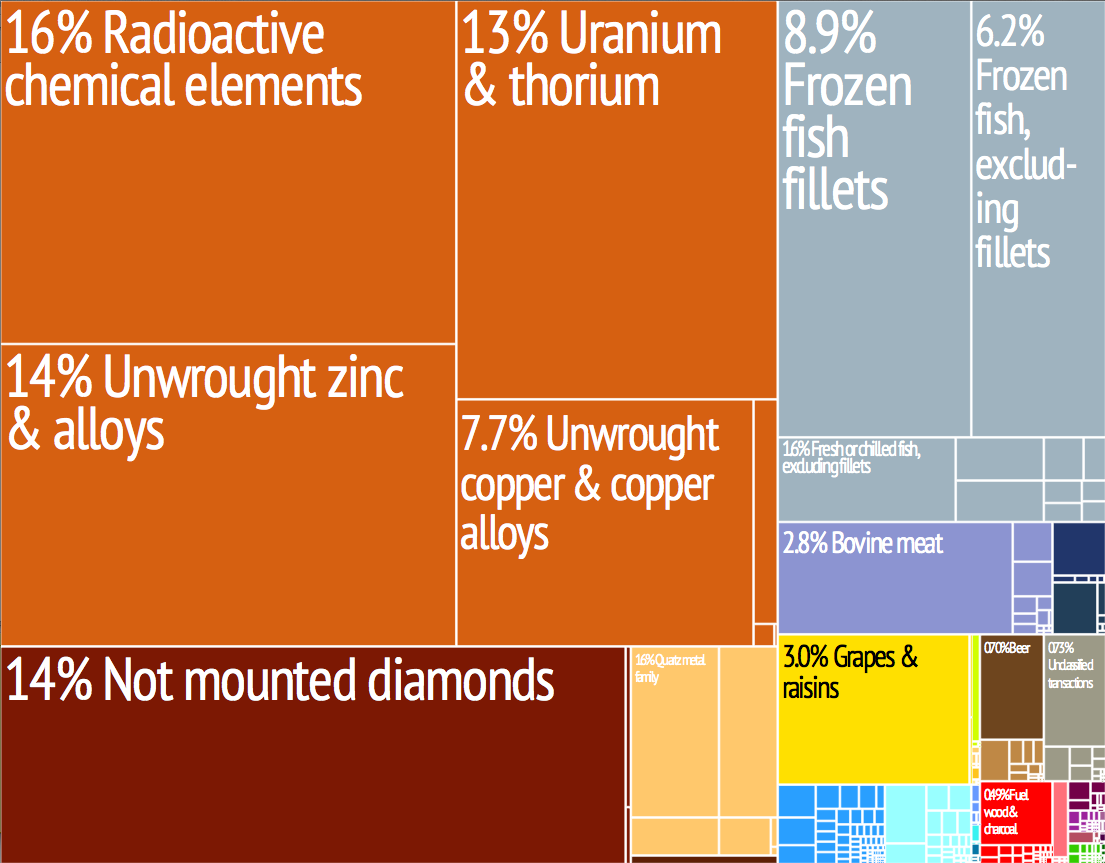
Namíbia exportjának megoszlása

- Főbb áruk:  réz, gyémánt, urán, arany, vegyszerek, hal
- Főbb partnerek (2019-ben):  Kína 27%,  Dél-afrikai Köztársaság 18%, Botswana 8%, Belgium 7%

Import:
- Főbb áruk: réz, finomított kőolaj, járművek
- Főbb partnerek (2019-ben):  Dél-afrikai Köztársaság 47%,  Zambia 16%

## Közlekedés

### Közúti közlekedés

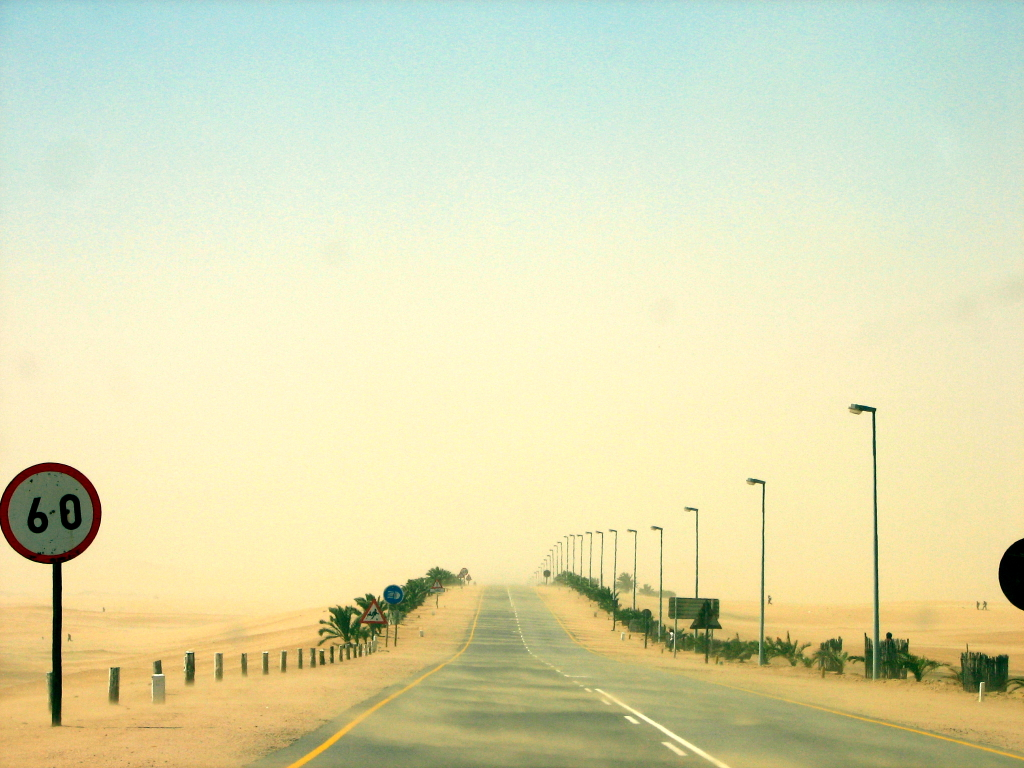
A B2-es főútvonal Walvis Bay és Swakopmund között

Namíbia kiterjedt úthálózatát az egyik legjobbnak tekintik Afrikában.

### Vasúti közlekedés

Namíbia vasúti hálózata

Namíbiának  2687 km hosszú vasúthálózata van, amit az állami tulajdonú TransNamib vasúttársaság tart fenn. A hálózat az országot észak-déli irányban átszelő, az angolai határig kiépített és Dél-Afrikában folytatódó tengelyből és az azt Walvis Bay és Lüderitz kikötőivel összekötő fővonali rangú szárnyvonalakból, illetve kelet felé tartó mellékvonalakból áll. A vasúti hálózat az 1067 mm-es, úgynevezett Fokföldi nyomtávolságot használja, ami megegyezik az összes szomszéd ország szabványával, ennek ellenére közvetlen összeköttetése csak Dél-Afrikával van a Windhoek-Upington vonalon. Az angolai határ menti Oshikangóig ki van építve a hálózat, de az angolai oldalon még nincs továbbépítve a vasúti pálya. A vasúti szállítás főként teherforgalmat bonyolít le, legjelentősebb forgalmat Walvis Bay kikötője teremt. A személyszállítás a vasúti észak-déli fővonalon és a fővárost Walvis Bay-jel és Swakopmunddal összekötő szárnyvonalon üzemel. A StarLine nevű normál árfekvésű személyszállítói járatok biztosítanak napi összeköttetést Windhoek és a nagyobb városok között, illetve Dél-Afrika irányába egészen Fokvárosig vagy Johannesburgig. A Desert Express luxusvonat-szolgáltatás a turisztikailag fontos Swakopmund és Walvis Bay óceánparti városokba, illetve az Etosha Nemzeti Parkba indít járatokat a fővárosból. A dél-afrikai Rovos Rail kínál a turistáknak továbbá időszaki járatokat a Dune Express nevű luxusvonatával Pretoria és Walvis Bay között.

### Légi közlekedés

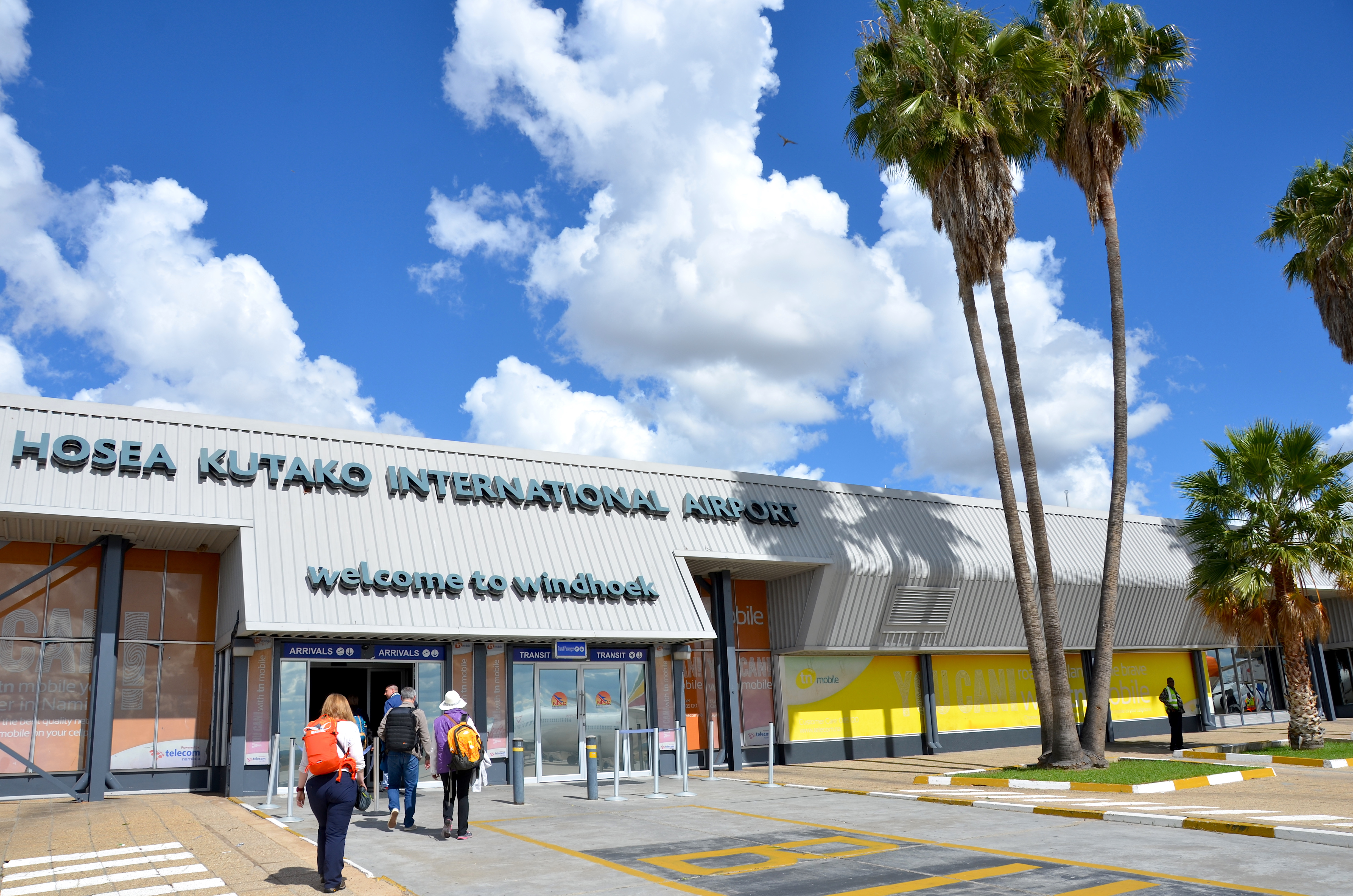
Windhoek Hosea Kutako nemzetközi repülőtere

Az országban 2 nemzetközi forgalmú repülőtér található, a fő repülőtér a Hosea Kutako nemzetközi repülőtér a fővárost szolgálja ki, míg a kisebb Walvis Bay nemzetközi repülőtér a Walvis Bay-t és a kikötőt.

## Telekommunikáció

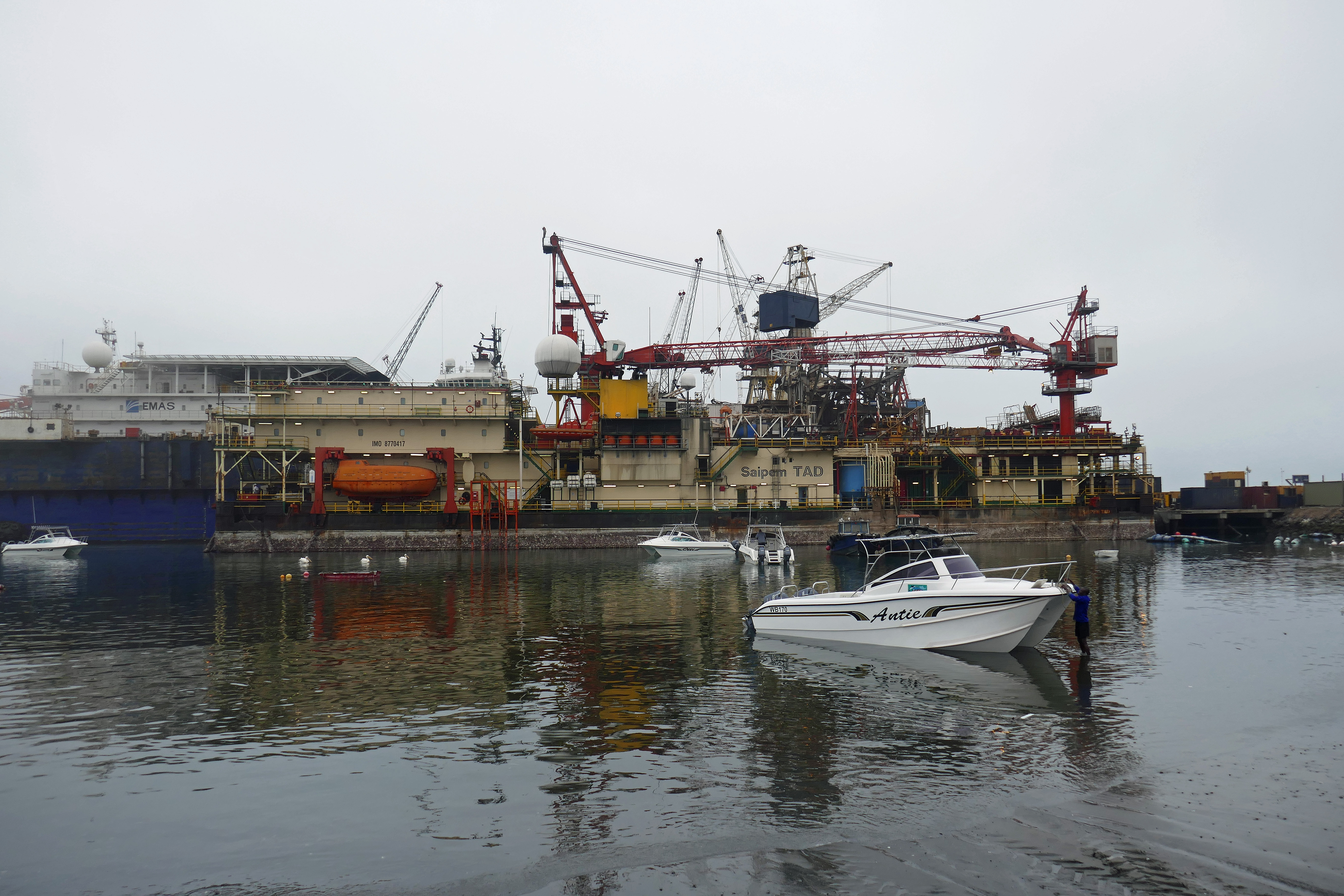
Az ország legnagyobb kikötője Walvis Baynél

| Hívójel prefix | V5 |
| ITU zóna       | 57 |
| CQ zóna        | 38 |

## Kultúra

### Világörökség
A Twyfelfontein nevű völgyben lévő sziklarajzok, illetve a völgy egésze a kulturális világörökség része.

### Hagyományok, néprajz
A Namib-sivatag déli részén, Lüderitz kikötőváros közelében található a korábbi gyémántbánya központi városa, Kolmanskop. A város 1954-ben elnéptelenedett, azóta a sivatag és a természet erői folyamatosan pusztítják, szellemvárosként jelentős turista-látványosság.
Az országnak régi hagyományai vannak a zene és az építészet terén.

### Gasztronómia
A gasztronómia egyrészt őslakos (himba, herero és busman) sajátosságokat, valamint külső (német, búr, brit) hatásokat visel magán. Az őshonos lakosság konyhájának fő hozzávalói a gyümölcsök, vadon termő zöldségek, dió, hagyma és vadhús. A marhahús ősi élelmiszerforrás, a térségben már vagy 2000 éve háziasították a szarvasmarhát, melynek teje is nélkülözhetetlen élelmiszerforrás.
Namíbia legfőbb kenyérféléje a búr eredetű vetkoek, amely leginkább kétszersültre hasonlít. A nemzeti ital az erjesztett kölesből készült osikundu.
A német gyarmatosítók révén terjedt el a bécsi szelet a területen. A sörfőzés szintén német eredetű; leginkább mézsört vagy cukorsört állítanak elő. A két legfőbb sörfajta német nevet visel: a Tafel és a Windhoek Lager. Ezeket külföldre is importálják.

## Turizmus

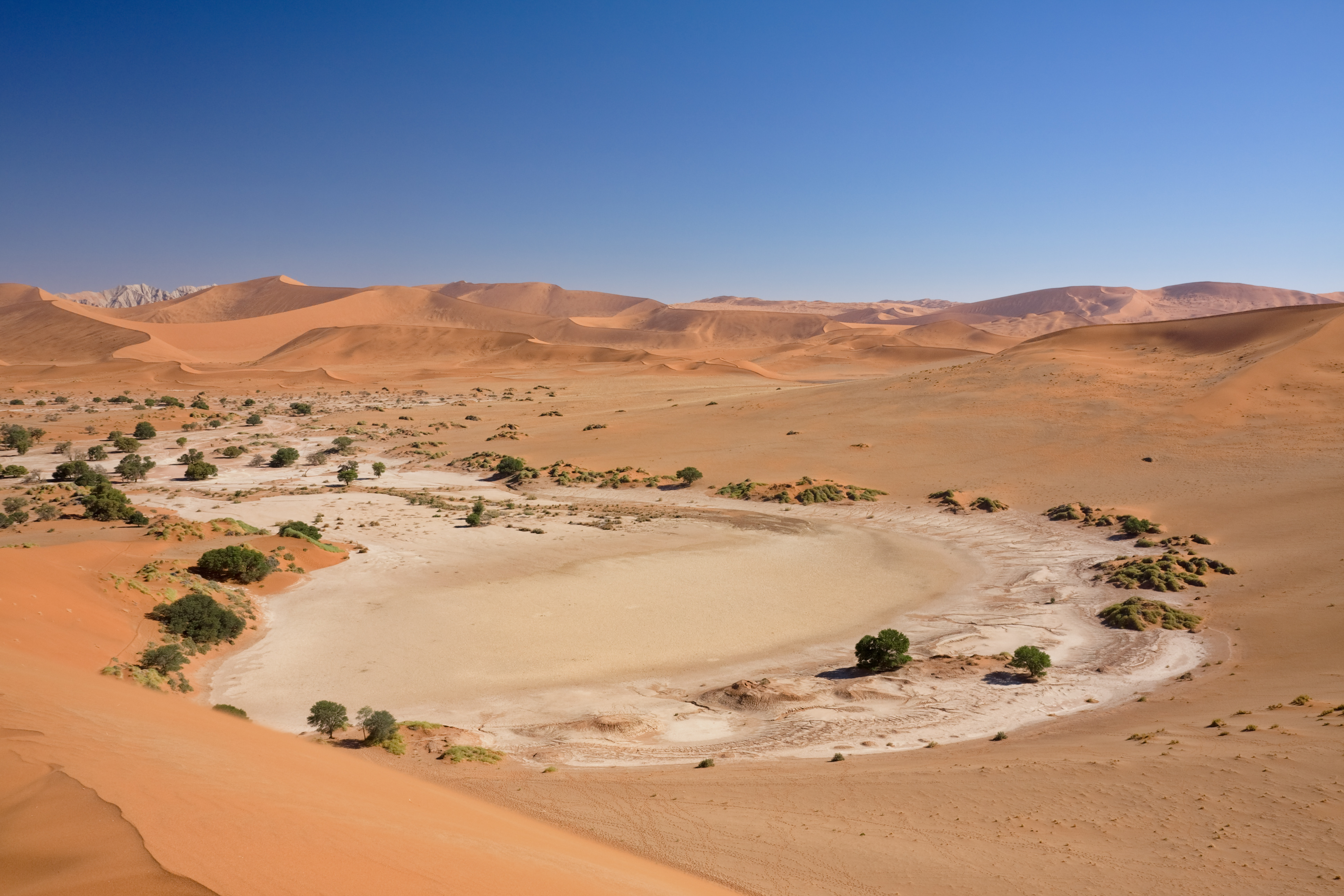
Homokdűnék Sossusvlei mellett

Nem szükséges beutazási engedélyt (vízum) szerezniük az alábbi országokból érkezőknek: Ausztrália, Új-Zéland, Franciaország, Németország, Nagy-Britannia, Írország, Kanada, Amerikai Egyesült Államok. A látogatási engedély 90 napra érvényes és ingyenes.
A Trans-Namib Railways vasúti összeköttetést biztosít a nagyobb városok felé, de a vonatok igencsak lassan közlekednek. A szerelvények vegyesen állnak személykocsikból és tehervagonokból, ebből következően minden lehetséges megállónál megállnak.
Látnivalók:
- Nemzeti Parkok, ebből főleg az Etosha Nemzeti Park
- Fish River Canyon
- Kuiseb kanyon
- A hagyományos falvak
- Csontvázpart

## Sport

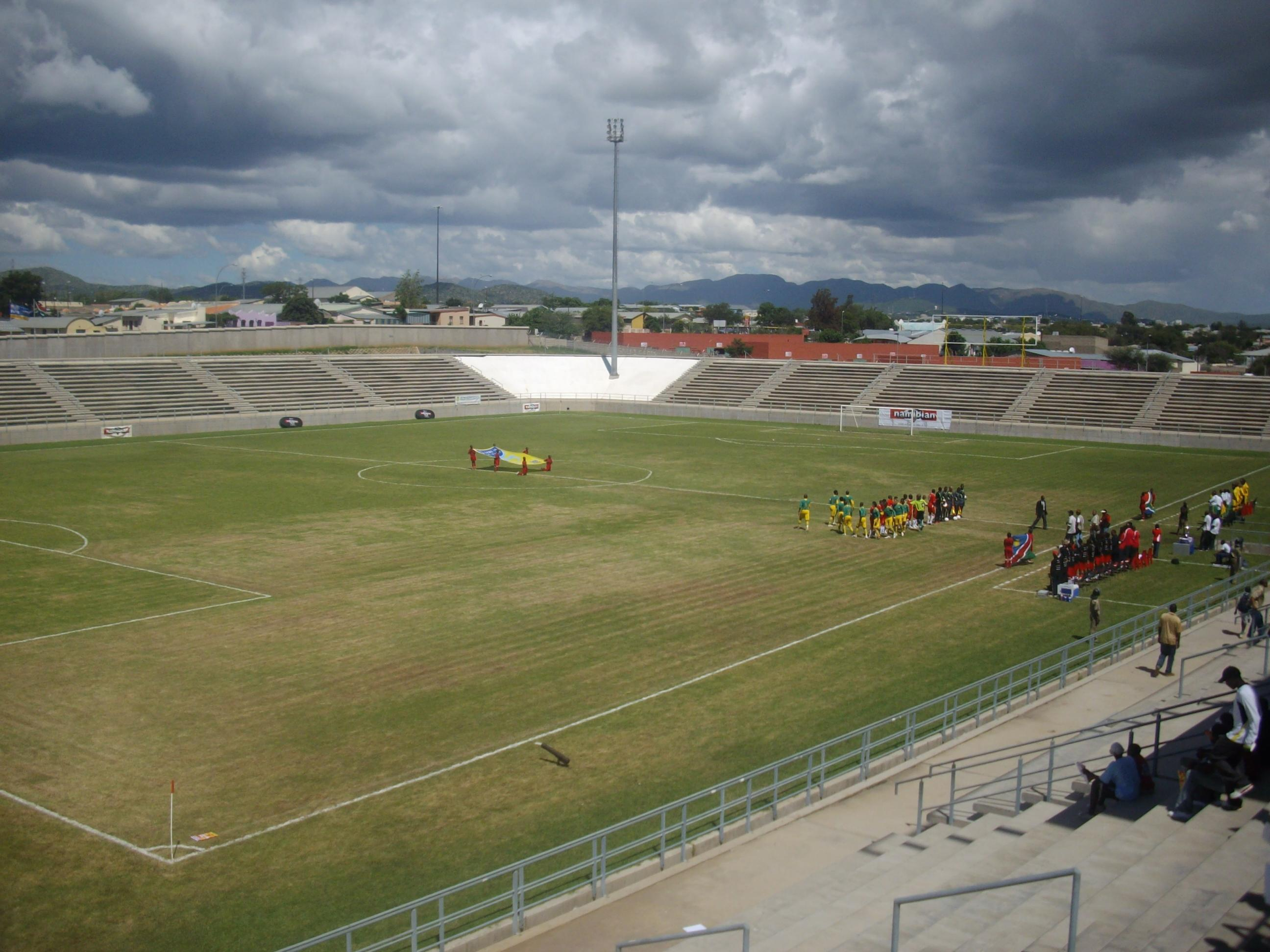
A Sam Nujoma Stadion a fővárosban

A legkedveltebb sportok az országban a rögbi és a labdarúgás. A Namíbiai Labdarúgó-szövetség (NFA) 1990-ben alakult. 1992 óta a FIFA tagja.

## Ünnepek
| Dátum         | Elnevezés                          | Helyi név        | Megjegyzés                                        |
| ------------- | ---------------------------------- | ---------------- | ------------------------------------------------- |
| Január 1.     | Újév                               | New Year's Eve   |                                                   |
| Március 21.   | Függetlenség napja                 | Independence Day | Namíbia függetlenségének kikiáltása Dél-Afrikától |
| Mozgóünnep    | Nagypéntek, március vagy április   | Good Friday      |                                                   |
| Mozgóünnep    | Húsvéthétfő, március vagy április  | Easter Monday    |                                                   |
| Május 1.      | A munka ünnepe                     | Worker's Day     |                                                   |
| Május 4.      | Cassinga nap                       | Cassinga Day     | A cassingai mészárlás megemlékezése               |
| Mozgóünnep    | Mennybemenetel, április vagy május | Ascension Day    |                                                   |
| Május 25.     | Afrika nap                         | Africa Day       |                                                   |
| Augusztus 26. | Hősök napja                        | Heroes' Day      | A namíbiai függetlenségi harc megemlékezése       |
| December 10.  | Emberi jogok napja                 | Human Rights Day |                                                   |
| December 25.  | Karácsony                          | Christmas Day    |                                                   |
| December 26.  | Karácsony másnapja                 | Day of Goodwill  |                                                   |

## Fordítás
Ez a szócikk részben vagy egészben  a   Namibia című angol Wikipédia-szócikk ezen változatának fordításán alapul.  Az eredeti cikk szerkesztőit annak laptörténete sorolja fel. Ez a jelzés csupán a megfogalmazás eredetét és a szerzői jogokat jelzi, nem szolgál a cikkben szereplő információk forrásmegjelöléseként.